# Imants Ziedonis
Imants Ziedonis, (Ragaciems, 1933. május 3. – 2013. február 27.) lett költő, író. Lettország népművésze, az éneklő forradalom szervezője, a kortárs lett líra egyik legismertebb alkotója.

## Élete
A Rigai kerület Slokai járásának Ragaciems településén született 1933. május 3-án halász családban. 1959-ben a Lett Állami Egyetem filológiai fakultásán végezett. 1959-től jelennek meg versei az első gyűjteményes kötete Zemes un sapnu smilts (Homok föld és álmok) 1961-ben jelent meg. Ezt követően rendszeresen publikál. Versek mellett prózai művei is jelentősek.
1964-ben a Moszkvai Gorkij Intézet aspiránsa volt. Miután visszatért Lettországban, a Liesma kiadó szerkesztője (1964–1965) volt majd 1965 és 1968 között a Lett Írószövetség titkára. 1968-tól szabadúszó, irodalmi munkásságából származó jövedelméből tartotta el magát. Versek mellett írt opera librettót, filmforgatókönyvet, gyermekverseket is. 1972-ben a Lett SZSZK érdemes művésze 1977-ben a Lett SZSZK népművésze címmel tüntetik ki. 1983-ban a Szovjetunió Népek Barátsága érdemrendjével, 1995-ben a Lett Köztársaság Három Csillag érdemrendjének főtiszti-keresztjével tüntették ki.

## Irodalmi munkássága
Első verseskötete Zemes un sapnu smilts (Homok föld és álmok) 1961-ben jelent meg. Ezt követően kétéves rendszerességgel jelentek meg újabb és újabb versgyűjteményei: Sirds dinamīts (A szív dinamitja, 1963), Motocikls (Motorkerékpár, 1965), és Es ieeju sevī (Magamba szállok, 1968).
Időközben kedvet kapott prózai művek írására is. Stílusgyakorlatainak eredményeként csak Ziedonis művészetére jellemző különleges alkotások az 1971-ben, 1974-ben és 1994-ben megjelent prózaverseben írott filozofikus miniatúrák, az Epifanijas (Epifaniák).
1970-ben elhagyta Rigát és vidékre költözött. A Gauja folyó mentén elhelyezkedő Murjani-ban épített házat családjának. Érdeklődése ekkor a vidéki élet hatására a népköltészet felé fordult. Népmeséket gyűjtött és maga is elkezdett meséket írni. Egymás után jelennek meséi Krāsainās pasakas (Színes mesék, 1973), Lāču pasaka (Mackó mesék, 1976) és a Blēņas un pasakas (Mondókák és mesék, 1980).
Ziedonis a szovjet időkben igyekezett a hatalom elvárásai és a művészeti szabadság között kellő távolságot tartani. Több tanulmányában hitet tett a lett kultúra és művészet önállósága mellett.
A peresztrojka idején aktív résztvevője az éneklő forradalomnak, a népdalok mellett a békés tüntetéseken az ő megzenésített verseit is éneklik.

## Művei

### Költői művei
- Zemes un sapņu smilts (1961) („Homok föld és álmok“)
- Sirds dinamīts (1963) („A szív dinamitja”)
- Motocikls (1965) („Motorkerékpár”)
- Es ieeju sevī (1968) („Magamba szállok”)
- Epifānijas/ pirmā grāmata (1971) („Epifaniák“ első kötet)
- Kā svece deg (1971) („Ahogy a gyertya ég”)
- Epifānijas/ otrā grāmata (1974) („Epifaniák“ második kötet)
- Caurvējš (1975) („Huzat”)
- Poēma par pienu (1977) („Poéma a tejről”)
- Epifānijas/ pirmā un otrā grāmata (1978) („Epifaniák“ első és második kötet)
- Man labvēlīgā tumsā (1979) („Jótékony sötétségben”
- Taureņu uzbrukums (1988) („Harsány támadás”)
- Viegli(1993) („Könnyedén”)
- Mirkļi. Foreles(1993) (S) („Színházi anekdoták”)
- Epifānijas/ trešā grāmata (1994) („Epifániák“ harmadik kötet)
- Ceļa sentiments (2000) („Szentimentális utazás”)
- Trioletas (2003)

### Mesék
- Krāsainās pasakas (1973) („Színes mesék”)
- Lāču pasaka (1976) („Mackó mesék„)
- Blēņas un pasakas (1980) („Mondókák és mesék”)
- Kas tas ir – kolhozs? (1984) („Mi az – (hogy) kolhoz?”)
- Sākamgrāmata (1985) („Első olvasókönyv”)
- Pasaka par bizi (1997) („Mese a hajfonatról”)

### Magyar fordítások
- Színes mesék, Fordította: Gombár Endre, Budapest: Móra Ferenc Ifjúsági Könyvkiadó. ISBN 9631115003 (1979)
- Csillagok órája (Válogatott költemények). Budapest: Európa Könyvkiadó, 373-375. o.. ISBN 963-07-2051-5 (1980)
- (1982. december) „Meg van-e minden”. Szovjet irodalom, 121. o.
- (1988. március) „Janis Petersnek van hite”. Szovjet irodalom, 130. o.
- (1995) „Epifániák”. Hitel folyóirat 8. évf. 9. sz., 75 - 80. o.
- „Függöny mögött varázsláda”. Az erdő a városban (magyar nyelven) pp. 6. Educatio Kht. kompetenciafejlesztő oktatási program. (Hozzáférés: 2012. október 9.)[halott link]
- „Kaleidoszkóp”. Két vers (magyar nyelven) pp. 86. A verseket válogatta és fordította Dabi István. (Hozzáférés: 2012. október 9.)